# 고학진
고학진(高鶴鎭, 1894년 양력 1월3일 ~ ?)은 일제강점기 때의 인물이며 강원도 김화 출신이다.

## 생애
고학진은 1894년 1월 3일 태어났다. 1919년 강원도 이천군 서기에 임명되었다. 1921년 강원도 회양군 속을, 1924년 강원도 고성군 속을, 1929년부터 강원도 춘천군 속을 지냈다.
춘천군 속으로 재직 중이던 1932년 10월 조선쇼와5년국세조사기념장을 받았다.
재직 당시 중일전쟁이 발발하자 군수품 수출, 여론 환기, 국방사상 보급, 군사 후원 징발, 저축 장려와 국채소화, 국방·휼병 헌금품 모집 등 전시 업무를 적극 수행하여 지나사변공로자공적조서에 이름이 올랐다.

## 참고자료
- 친일인명사전편찬위원회 (2009). 《친일인명사전》. 166쪽.